# Zastava Samoe
Zastava Samoe usvojena je 24. veljače, 1949.
Zastava Samoe sastoji se od crvenog polja s plavim kvadratom u gornjem lijevom kutu.   U njemu se nalazi zviježđe Južnog križa: četiri velike bijele zvijezde te jedna manja.  